# Ruillé-le-Gravelais
Pour les communes homonymes, voir Ruillé.
Ruillé-le-Gravelais est une ancienne commune française, située dans le département de la Mayenne en région Pays de la Loire, devenue, le 1er janvier 2016, une commune déléguée de la commune nouvelle de Loiron-Ruillé.
Elle est peuplée de 931 habitants (les Ruilléens).
La commune fait partie de la province historique du Maine, et se situe dans le Bas-Maine.

## Géographie
| La Brûlatte, La Gravelle         | La Brûlatte         | La Brûlatte                              |
| Saint-Cyr-le-Gravelais           | Ruillé-le-Gravelais | Loiron                                   |
| Saint-Cyr-le-Gravelais, Montjean | Montjean            | Loiron, Ahuillé (par un angle), Montjean |

## Toponymie
Le nom de la localité est attesté sous les formes parrochia Ruilei au XIIe siècle et de Ruilli en 1330. Le toponyme semble issu d'un anthroponyme gaulois tel que Regulius, ou latin tel que Rŭllius. Le reste de son nom est lié au chemin gravelais (« chemin empierré »), nom donné à un tronçon du chemin de Cocaigne, ancienne voie gallo-romaine  qui reliait « le Cotentin à la Gascogne » et devenue un itinéraire des Chemins de Saint-Jacques-de-Compostelle.

## Histoire
Au 1er janvier 2016, la commune fusionne avec la commune voisine de Loiron, pour former la commune nouvelle de Loiron-Ruillé.

## Héraldique
| Armes de Ruillé-le-Gravelais | Les armes de la commune se blasonnent ainsi : D'argent au pal fiché d'azur, au chef échiqueté d'or et de gueules de deux tires. |

## Politique et administration
| Période                                  | Période   | Identité      | Étiquette | Qualité                            |
| ---------------------------------------- | --------- | ------------- | --------- | ---------------------------------- |
| 1989                                     | mars 2001 | André Besnier |           |                                    |
| mars 2001                                | mars 2014 | Hervé Lemoine |           | Technicien en appareillage médical |
| mars 2014                                | En cours  | Gérard Jallu  | SE        | Agriculteur                        |
| Les données manquantes sont à compléter. |           |               |           |                                    |

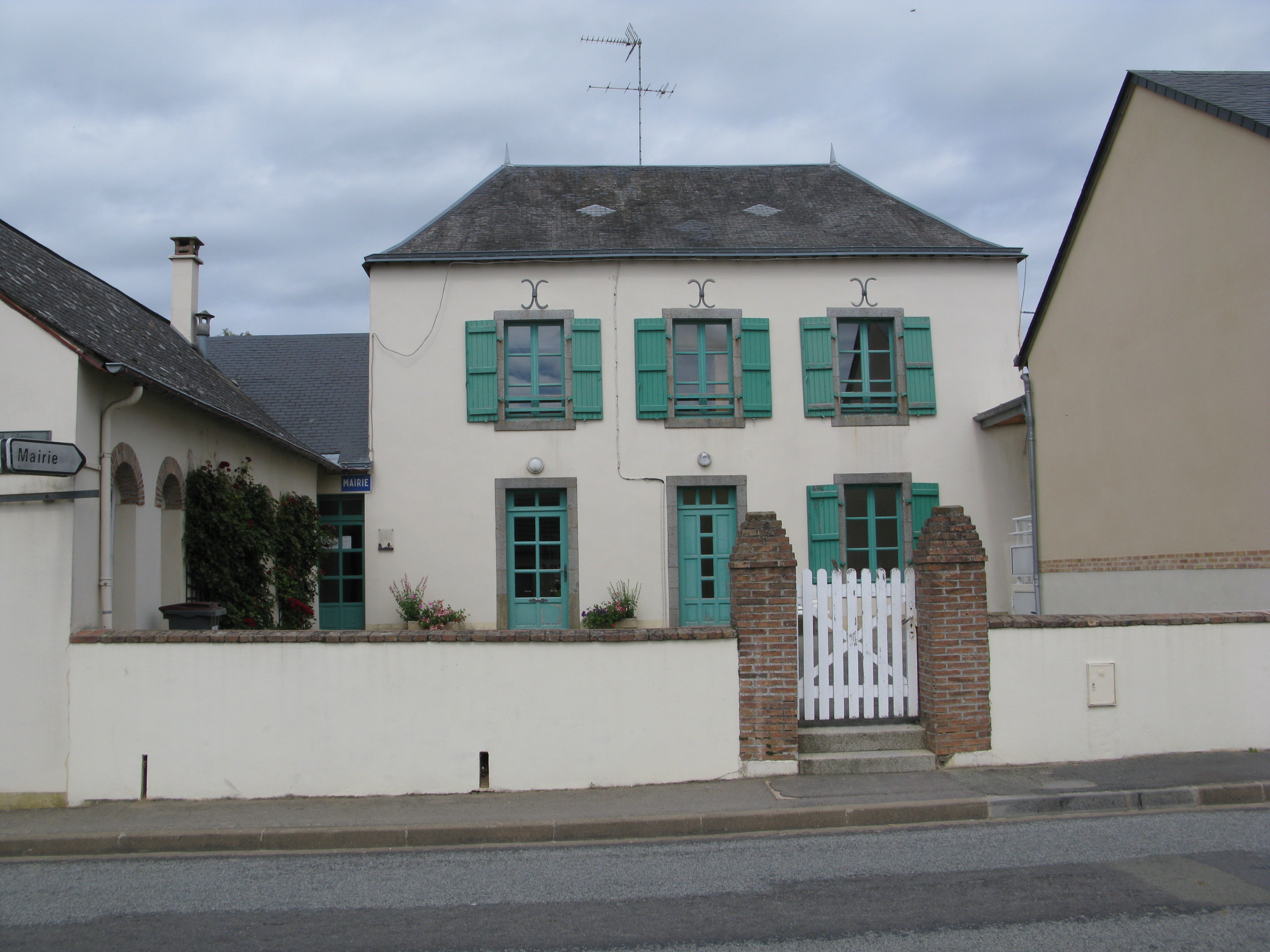
La mairie.

Le conseil municipal est composé de quinze membres dont le maire et trois adjoints.

## Démographie
En 2021, la commune comptait 931 habitants. Depuis 2004, les enquêtes de recensement dans les communes de moins de 10 000 habitants ont lieu tous les cinq ans (en 2004, 2009, 2014, etc. pour Ruillé-le-Gravelais) et les chiffres de population municipale légale des autres années sont des estimations.
Ruillé-le-Gravelais a compté jusqu'à 859 habitants en 1836.
| 1793 | 1800 | 1806 | 1821 | 1831 | 1836 | 1841 | 1846 | 1851 |
| ---- | ---- | ---- | ---- | ---- | ---- | ---- | ---- | ---- |
| 815  | 657  | 825  | 834  | 824  | 859  | 840  | 857  | 843  |

| 1856 | 1861 | 1866 | 1872 | 1876 | 1881 | 1886 | 1891 | 1896 |
| ---- | ---- | ---- | ---- | ---- | ---- | ---- | ---- | ---- |
| 847  | 803  | 783  | 738  | 712  | 685  | 698  | 632  | 645  |

| 1901 | 1906 | 1911 | 1921 | 1926 | 1931 | 1936 | 1946 | 1954 |
| ---- | ---- | ---- | ---- | ---- | ---- | ---- | ---- | ---- |
| 615  | 615  | 633  | 533  | 551  | 539  | 509  | 466  | 496  |

| 1962 | 1968 | 1975 | 1982 | 1990 | 1999 | 2004 | 2009 | 2014 |
| ---- | ---- | ---- | ---- | ---- | ---- | ---- | ---- | ---- |
| 485  | 461  | 494  | 570  | 644  | 619  | 765  | 823  | 944  |

| 2018 | - | - | - | - | - | - | - | - |
| ---- | - | - | - | - | - | - | - | - |
| 993  | - | - | - | - | - | - | - | - |

## Lieux et monuments
On trouve :
- Église Saint-Méen.

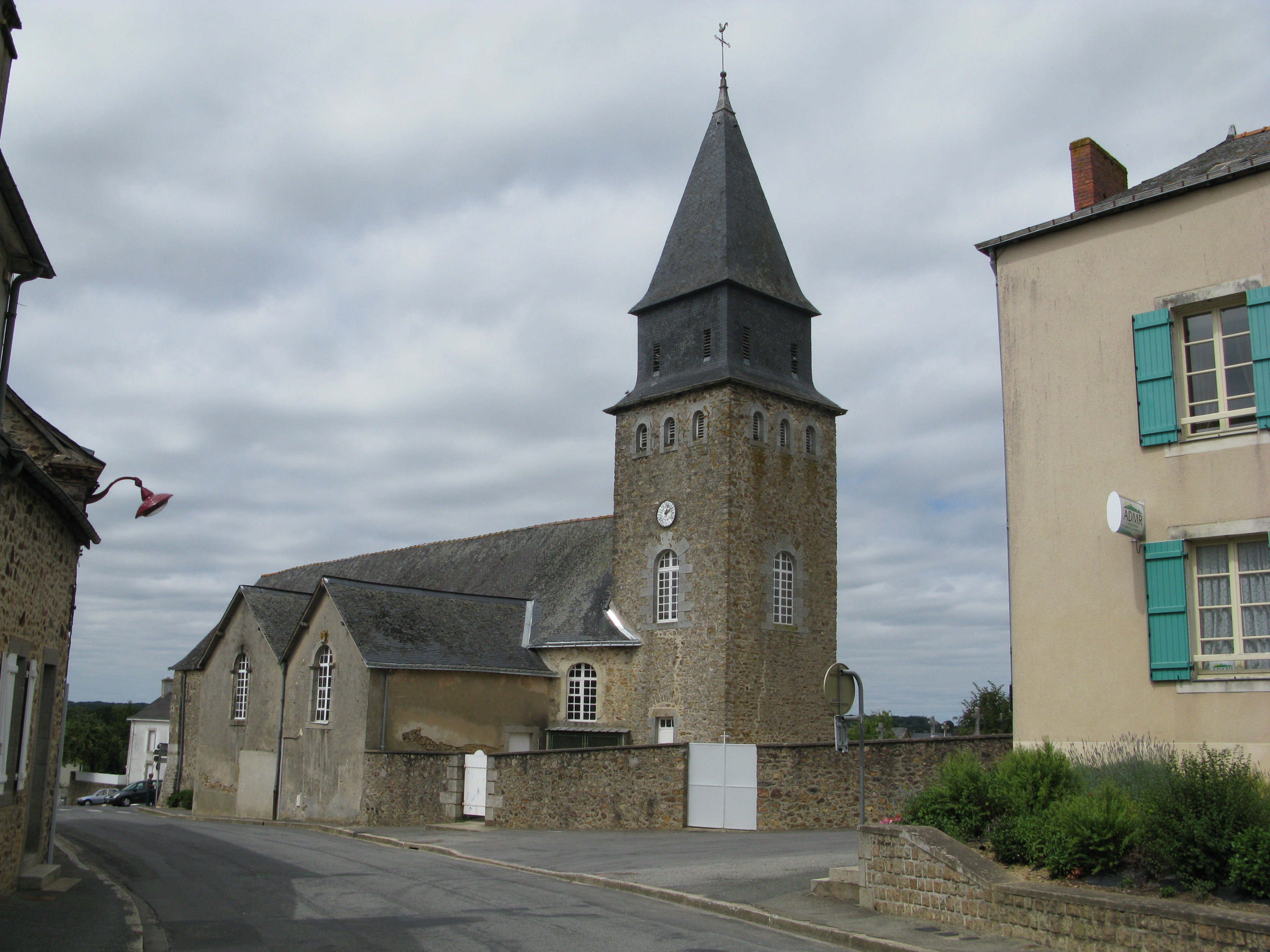
L'église Saint-Méen.

- Château de Terchant, du XVIe siècle, remanié au XIXe.
- Fontaine Saint-Méen.

L'extrémité sud de la commune est coupée en deux par la ligne LGV Bretagne-Pays de la Loire.

## Personnalités liées à la commune
- Jean du Mats de Montmartin (mort au château de Terchant à Ruillé-le-Gravelais en 1625), seigneur de Terchant et de Montmartin, gentilhomme et militaire.